# Сијера Виста (Аризона)
Сијера Виста (енгл. Sierra Vista) град је у америчкој савезној држави Аризона. По попису становништва из 2010. у њему је живело 43.888 становника.

## Демографија
Према попису становништва из 2010. у граду је живело 43.888 становника, што је 6.113 (16,2%) становника више него 2000. године.
| Група             | 2000.          | 2010.          |
| Белци             | 24.720 (65,4%) | 27.550 (62,8%) |
| Афроамериканци    | 4.115 (10,9%)  | 3.951 (9,0%)   |
| Азијати           | 1.347 (3,6%)   | 1.781 (4,1%)   |
| Хиспаноамериканци | 5.971 (15,8%)  | 8.527 (19,4%)  |
| Укупно            | 37.775         | 43.888         |